# Rivière aux Rats (rivière Rouge)
Pour les articles homonymes, voir Rivière aux Rats.
La rivière aux Rats (anglais : Rat River) est un affluent de la rivière Rouge situé au Manitoba (Canada).
Elle est localisée sur la rive est de la rivière Rouge, entre la rivière Seine et la rivière Roseau. Elle traverse les municipalités de Piney (en), de La Broquerie, de Stuartburn (en), de Hanover (en), de De Salaberry, de Franklin et de Ritchot.